# Нури, Нурулла
Нурулла Нури (пушту نورالله نوري‎; род. 1967, Shah Joy District, Забуль) — афганский политик, член движения «Талибан», исполняющий обязанности министра границ и племён Исламского Эмирата Афганистан (с 2021).

## Биография
Родился в 1967 году в провинции Забуль. В период правления Талибана в 1990-е годы являлся губернатором провинции Балх и командующим военными силами Талибана на севере Афганистана. В ходе гражданской войны подозревался в военных преступлениях — убийствах узбеков в мае 2001 года, по меньшей мере 31 хазарейца, а также шиитов в селении Робатак (разыскивался ООН за убийства шиитов). Входил в руководство движения Талибан, являлся одним из 25 человек, с которыми чаще всего встречался мулла Омар. В ноябре 2001 года был захвачен силами Северного альянса и выдан американским войскам, с 2002 по 2014 год содержался в тюрьме Гуантанамо.
В 2014 году в числе пяти лидеров Талибана освобождён американскими властями из заключения в обмен на американского военнослужащего Боуи Бергдала.
7 сентября 2021 года получил портфель министра границ и племён в переходном правительстве Исламского Эмирата Афганистан, сформированном талибами после установления контроля над большей частью территории страны.